# Hellespont (Duna)
Hellespont (russisch Геллеспонт) war ein Fürstentum im 8. und 9. Jahrhundert wahrscheinlich an der Dünamündung im heutigen Lettland. Es wird mehrfach von Saxo Grammaticus in der Gesta Danorum erwähnt. 
Es war nicht gleichbedeutend mit Gardarike, dem Gebiet um Kiew.

## Name
Die Bedeutung des Namens ist unklar. Pontos hieß im Griechischen Meer, Helles- könnte sich von Holger oder einem ähnlichen Namen herleiten.
Hellespont war auch die Bezeichnung für die Dardanellen, eine Meerenge in der Ägäis. 
Da die erwähnten Personen aber ausschließlich aus Dänemark oder Schweden kamen, kann dieses Gebiet nicht gemeint gewesen sein.
Saxo Grammaticus verwendete in der Gesta Danorum öfter griechisch klingende Namensformen: „Dian“ wie „Diana“, „Vespasus“ wie „Vespasian“ usw.

## Lage
In der russischsprachigen Literatur wird Hellespont meist mit Gardarike gleichgesetzt, dem Gebiet um Kiew oder Nowgorod.
Aber: Hellespont wurde im 8. und 9. Jahrhundert mehrfach von dänischen Wikingerfürsten angegriffen. 
Diese agierten vor allem in Nordsee und Ostsee. Fahrten bis nach Kiew sind nicht überliefert.
Hvitserk herrschte z. B. um 835 im dänischen Reidagotland (Jütland) und Hellespont.
Saxo Grammaticus nannte die Burg „Duna“ als Sitz des „Königs“ von Hellespont. Deren Name könnte auf die Düna weisen, einen Fluss, der bei Riga in die Ostsee mündet.
Der Name „pontos“, „Meer“ deutet auf eine Lage an einer Küste hin.
Hellespont lag also wahrscheinlich in einem Gebiet um die Dünamündung in die Ostsee.

## Geschichte
Hellespont wird bei Saxo Grammaticus nur kurz erwähnt. Danach herrschte im 8. Jahrhundert in der Burg „Duna“ ein „König“ Handwanus, der von dänischen Wikingerfürsten zweimal angegriffen wurde. Handwanus war offensichtlich kein Wikinger, er trug einen in Skandinavien nicht üblichen Namen.
Um 835 eroberte der schwedisch-dänische Wikingerkönig Ragnar Lodbrok Hellespont und setzte seinen Sohn Hvitserk als Herrscher ein. Nach fünf Jahren wurde dieser dort getötet.

## Fürsten von Hellespont
- Handwanus (8. Jahrhundert)
- Dian ( -um 835)
- Hvitserk (um 835-um 840), Sohn von Ragnar Lodbrok, König von Dänemark und Schweden
- Daxo, (um 840- ), Sohn von Dian